# Могучов Леонід Борисович
Леоні́д Бори́сович Могучо́в (24 квітня 1925, Чернігів — 8 травня 2014, там само) — український художник-графіст.

## Біографія
Леонід Могучов народився 24 квітня 1925 року в багатодітній родині технічних працівників Чернігівського драматичного театру, де був десятою дитиною. За національністю українець.
Здібності Леоніда до малювання помітили рано. Батьки віддали хлопчика на навчання до театрального художника Василя Бєляєва. З дитячих років майбутній художник почав робити замальовки, основною темою яких стало рідне місто, його архітектура. Брав активну участь у міських мистецьких виставках. Пізніше його творчим наставником став живописець Микола Глущенко.
Його батько, Борис Могучов, а також чотири старших брати загинули на фронті, сестра померла в Казахстані від поранень. Сам Леонід став свідком бомбардування Чернігова. Після звільнення міста юнак, якому саме виповнилося 18 років, 1 вересня 1943 року вступив до лав Червоної армії.
У складі 2-го Лунинецького Червонопрапорного полку морської піхоти молодший сержант Могучов як сапер брав участь у боях на 1-му Білоруському, Українському і Прибалтійському фронтах. Визволяв Україну, Білорусь, Прибалтику, Польщу, форсував Дніпро. Дістав тяжке поранення та контузію. Кінець війни зустрів під Кенігсбергом. Після цього Могучова відправили служити на флот: на тральщику морських мін він брав участь у розмінуванні островів Фінської затоки.
Нагороджений бойовими орденами та медалями, зокрема орденом Вітчизняної війни II ступеня, медаллю «За відвагу», медаллю «За перемогу над Німеччиною у Великій Вітчизняній війні 1941—1945 рр.» та орденом «За мужність». Під час бойових дій не полишав малювання.
Демобілізований у 1949 році. 1951 року закінчив Центральну військово-морську школу в місті Хімки. В 1953 році Леонід Могучов закінчив перший курс Одеського художнього училища, але через матеріальну скруту полишив навчання і повернувся до Чернігова. Очолив морський клуб ДТСААФ, вів секцію вітрильників. Займався художнім оформленням, протягом 18 років керував образотворчою студією при Чернігівському будинку піонерів та школярів.
В 1953 році відбулася перша виставка робіт художника. С того часу, подорожуючи Україною, Леонід Могучов створив сотні замальовок місцевих архітектурних пам'яток, чимало з яких не збереглося до наших днів.
У 1993—1994 роках Могучов із циклом своїх робіт «Духовна спадщина України» відвідав Канаду, де під патронатом Посольства України в Канаді, Української православної церкви Київського патріархату, Українського товариства охорони пам'яток історії та культури у 22 найбільших містах відбулося 44 його персональні виставки. Пожертви, отримані з виставок, пішли на реставрацію храмів Параскеви П'ятниці та Михаїла і Федора. Художника було прийнято почесним членом Асоціації художників-акварелістів Канади та США.
Залишок життя провів у рідному місті, у невеличкій квартирі, що перебувала в аварійному стані. В 2007 році померла дочка художника, а в 2008 під час нападу на нього власного п'яного сина Могучов був змушений вдатися до самооборони, щоб захистити паралізовану дружину. Наступного року художника було амністовано.
Помер 8 травня 2014 року.

## Творчий доробок
Леонід Могучов є автором більш ніж 8500 малюнків та ескізів архітектурних пам'яток: церков, маєтків, вітряків, фортець. Значна частина цих споруд нині втрачена, і за ескізами художника деякі з них були відновленні. Картини митця зберігаються в Чернігівському обласному художньому музеї, в музеях України, приватних колекціях Канади, США та Великої Британії.
Провідне місце в творчості художника займає Чернігів. Він відобразив місто у довоєнний, окупаційний та післявоєнний період, завдяки чому можна вивчати його історію.
20 червня 1992 року Українська православна церква Київського патріархату і Українське товариство охорони пам'яток історії та культури заснували благодійний фонд Л. Б. Могучова для збереження та реставрації пам'яток церковного зодчества та народної архітектури України. Пожертви, зібрані фондом у Канаді, були направлені на реконструкцію чернігівських храмів.
Свої роботи Леонід Борисович не продавав, а лише дарував; багато з них нині зберігаються в чернігівських музеях, бібліотеках та школах. Всього за роки творчості було організовано більше сотні виставок робіт художника.

## Пам'ять
У квітні 2015 року до 90-ліття з дня народження митця була відкрита виставка «Заповіт Леоніда Могучова».
21 лютого 2023 року міська рада перейменувала вулицю Невського і провулок Невського в Чернігові на вулицю і провулок Леоніда Могучова.